# Klokan tmavý
Klokan tmavý (Dendrolagus scottae) je druh stromového klokana z čeledi klokanovití (Macropodidae). Je endemický pro velmi malou plochu na Torricelliho pohoří na Papui Nové Guineji. Vyhledává subtropické nebo tropické suché lesy a je ohrožený ztrátou přirozeného prostředí. Mimo jiné je klokan tmavý častou součástí jídelníčku místních obyvatel, u nichž klokaní maso tvoří téměř jediný zdroj bílkovin. Dalším faktorem, který klokany tmavé ohrožuje, je lov pro kožešiny a odlesňování Papuy Nové Guiney.

## Popis
Klokan tmavý je blízký příbuzný klokana Doriova. Váží od 9 do 11 kg, přičemž samci jsou větší než samice. Délka těla činí 61 až 62,5 cm, přičemž jen ocas je dlouhý 52,5 až 59 cm. Dospělí jedinci jsou převážně černí, s hnědou až čokoládovou srstí na končetinách a dlouhým ocasem. Tento druh je typický pro svůj silný zápach. Klokani tmaví mají nápadně dlouhý čenich a jsou schopní dobře skákat dopředu i dozadu. Na rozdíl od jiných druhů klokanů dokáží své přední končetiny zvednout až nad hlavu. Obecně je předpokládáno, že plodí mladé celoročně. Mládě se stává samostatné ve dvou letech života. Klokani tmaví bývají považováni za nejinteligentnější ze všech druhů stromových klokanů.

## Habitat
Klokani tmaví mají jen omezené možnosti pro výběr přirozeného útočiště. Žijí v nadmořských výškách od 900 do 1 700 m v pohoří Torricelli. Celkový rozsah jejich areálu výskytu nepřesahuje 125 km². Vyhledávají tropické nebo subtropické horské lesy a žijí v blízkosti nohoplodů (Podocarpus), pazeravců (Libocedrus), blahočetů (Araucaria) a stromů z rodu Rapanea. Jsou to býložravci a živí se epifytickými kapradinami a listy vějířovek (Scaevola) a smirkovek (Tetracera). Nepohrdnou ale ani zralým ovocem. Potravu hledají buďto v korunách stromů nebo na zemi. Nicméně, o potravě a životě klokanů tmavých se toho obecně příliš neví.

## Ekologie
Klokani tmaví se pravděpodobně rozmnožují po celý rok, neexistuje tedy žádné určité období rozmnožování a samice jsou připravené se pářit, kdykoliv chtějí. I přesto se ale mláďata rodí pouze jednou za rok a období březosti trvá přibližně 30 dnů. O mládě se následně stará pouze samice, obecně se předpokládá, že samci se neangažují, jak je tomu u jiných druhů stromových klokanů. Novorození klokani žijí v matčině vaku stejně, jako je tomu u pozemních klokanů, kde žijí, dokud nejsou dost staří, většinou tedy do věku jednoho roku. Poté mládě stráví ještě dva roky s matkou a teprve tehdy se stává nezávislé. Malá porodnost u klokanů tmavých je dalším faktorem, který jejich populaci negativně ovlivňuje. V roce 2001 bylo dokonce registrováno jen 100 kusů a vzhledem k tak malému počtu je těžší i průběh výběru partnera.
V roce 1990, kdy byl klokan tmavý popsán, se uvádělo, že tito klokani žijí ve skupinkách po čtyřech kusech, samec, samice a mláďata, avšak v současnosti žijí většinou individuálně, pravděpodobně kvůli nízkému počtu jedinců.
Klokani tmaví jsou obvykle k lidem lhostejní, ale drží se v dostatečné vzdálenosti od nich.